# Козаршче
Козаршче (на словенски: Kozaršče) е село в Словения, регион Горишка, община Толмин. Според Националната статистическа служба на Република Словения през 2015 г. селото има 77 жители.